# 恋にBooing ブー!
「恋にBooing ブー!」（こいにブーイング ブー!）は、スマイレージのメジャー5枚目、インディーズからの通算では9枚目となるシングル。2011年4月27日に発売された。

## 概要
テレビ東京系『ピラメキーノ』4月度エンディングテーマ、およびスペースシャワーTV『S/mile Factory』オープニング／エンディングテーマ。『ピラメキーノ』の次代エンディングテーマであるSM☆SHのシングル「Do it Do it!」と同時発売。初回生産限定盤A・初回生産限定盤B・初回生産限定盤C・初回生産限定盤D・通常盤の5種。初回生産限定盤A、B、CにはそれぞれDVDが付属している。初回生産限定盤と通常盤でカップリング曲が異なり、通常盤の「恋をしちゃいました!」はタンポポの楽曲をカバーしたもの。
購入者対象の抽選イベントへの応募に使用するシリアルナンバーカードが初回生産限定盤4種に封入されている。

## 収録曲
全作詞・作曲：つんく

### 初回生産限定盤
1. 恋にBooing ブー! [4:22]
  - 編曲: 山崎淳
2. 初恋の貴方へ [4:21]
  - 編曲: 板垣祐介
3. 恋にBooing ブー!(Instrumental)

### 通常盤
1. 恋にBooing ブー!
2. 恋をしちゃいました! [4:37]
  - 編曲: 平田祥一郎
3. 恋にBooing ブー!(Instrumental)

## 参加メンバー
- 1期：和田彩花、前田憂佳、福田花音、小川紗季

## 参加ミュージシャン
恋にBooing ブー!
- プログラミング&ギター&ベース：山崎淳
- コーラス：竹内浩明・つんく

初恋の貴方へ
- プログラミング&ギター：板垣祐介
- コーラス：CHINO

恋をしちゃいました
- プログラミング：平田祥一郎
- コーラス：つんく・タンポポ